# Corrigan, Texas
Corrigan là một thị trấn thuộc quận Polk, tiểu bang Texas, Hoa Kỳ. Năm 2010, dân số của thị trấn này là 1595 người.

## Dân số
- Dân số năm 2000: 1721 người.
- Dân số năm 2010: 1595 người.